# Solemn They Await
Solemn They Await ist eine 2008 gegründete Funeral-Doom-Band.

## Geschichte
Rhys King initiierte Solemn They Await 2008 als Neben- und Soloprojekt. Nach ersten Probeaufnahmen zog er Thomas Waterhouse, mit dem er gemeinsam bei Advent Sorrow spielte, hinzu. Waterhouse brachte sich als permanenter Gastsänger ein. Gemeinsam spielten die Musiker das Demo Sanctuary in the Depths ein. Im Jahr 2012 veröffentlichte Solemn They Await das Debüt Sanctuary in the Depths als Musikdownload, drei Jahre später folgte eine offizielle Veröffentlichung über Aurora Australis Records. Die Gestaltung übernahm der Cover-Künstler Lucas Ruggieri, der unter anderem für Kylesa, Dragged into Sunlight und Tempel Cover- und Shirt-Designs entworfen und gestaltet hatte. Weitere Veröffentlichungen blieben seither aus. Auftritte fanden ebenso keine statt, obschon King zeitweise plante mit Solemn They Await live in Erscheinung zu treten. Die Gruppe rückte zunehmend hinter die Aktivitäten von Advent Sorrow. Das Album wurde in der internationalen Rezeption von Luigi Schettino für Metal.it als garantierter Gewinn benannt, die Band indes an anderer Stelle als „eine der besten und originellsten Gruppen des Funeral Doom“ gerühmt. Im Jahr 2018 wurde das Album in einer Liste des Webzines Cvlt Nation neben Funeral Impressions von Frowning, V – Oceans von  SLOW, Endeligt von Nortt und Longing von Bell Witch zu den „unterbewertesten Alben des Genres“ gerechnet.

## Stil
Solemn They Await spielt einen als „Apocalyptic Funeral Doom“ bezeichneten Stil, der die Stereotype des Funeral-Doom-Genres aus repetitiven und langsamen Spiel, gutturalem Growling um Opernhaften Klargesang und eine besonders „saubere“ Produktion ergänzt, derweil der Anteil Dark Ambient reduziert wurde. Als konzeptionelle Basis beruft sich King auf H. P. Lovecraft. Entsprechend der konzeptionellen und musikalischen Herangehensweise wird auf Tyranny als Vergleichsgröße verwiesen - eine Assoziation, die King bestätigt und als großes Lob annimmt.

„The relentless operatic singing paints the atmosphere of an exorcism film, possessing a kind of holiness that runs alongside a voice siren-calling from the depths. Like with Longing, cavernous pits are warmed up with details like bell chimes and robust clean vocals, mourning all the good things that will be lost when the omen becomes a reality.“

„Der unerbittliche Operngesang malt die Atmosphäre eines Der-Exorzist-Films, und besitzt eine Art Heiligkeit, während er neben einer aus der Tiefe rufenden Stimme liegt. Wie bei Longing [von Bell Witch] werden die höhlenartige Tiefen [der Musik] mit Details wie Glockenspielen und robusten, klare Gesänge, die um all die guten Dinge trauern die verloren gehen sofern das drohende Omen Wirklichkeit wird, aufgelockert.“

## Diskografie
- 2009: Sanctuary in the Depths (Demo, Selbstverlag)
- 2015: Sanctuary in the Depths (Album, Aurora Australis Records)